# Linked data
I linked data o dati collegati, in informatica, sono una modalità di pubblicazione di dati strutturati che consente di collegare i dati fra di loro. La pubblicazione di linked data si basa su tecnologie e standard web aperti come HTTP, RDF (Resource Description Framework) e URI. Il fine di questa strutturazione dei dati è di consentire ai computer di leggere e interpretare direttamente le informazioni presenti nel web. La presenza di collegamenti consente inoltre di estrarre dati provenienti da varie fonti attraverso interrogazioni semantiche.
Quando i linked data collegano dati aperti (in inglese open data), si parla di linked open data (LOD). Un tipo particolare di LOD sono i Linguistic Linked Open Data.

## Criteri
Tim Berners-Lee, presentò i linked data alla conferenza TED del 2009 definendo le seguenti buone pratiche di progettazione:
1. Usare URI per identificare oggetti.
2. Usare HTTP URI in modo che questi oggetti possano essere referenziati e cercati da persone e user agent.
3. Fornire informazioni utili sull'oggetto quando la sua URI è dereferenziata, usando formati standard come RDF.
4. Includere link ad altre URI relative ai dati esposti per migliorare la ricerca di altre informazioni relative nel Web.

## Componenti
- URI (nello specifico, URI dereferenziabili)
- HTTP
- Resource Description Framework (RDF)
- Formati serializzabili (RDFa, RDF/XML, N3, Turtle e altri)

## Web semantico
I linked data sono essenziali per la costruzione del web semantico, detto anche web dei dati, un'estensione del web attuale in cui i dati sono descritti semanticamente da metadati per rendere possibile l'interrogazione e l'elaborazione automatica di informazioni provenienti da fonti diverse.
Nel web semantico, una Ontologia (informatica) è la descrizione formale che consente di rappresentare la conoscenza di un dominio di conoscenza. Può essere vista come una struttura dati composta da un insieme di elementi come il vocabolario e le interconnessioni fra gli oggetti. Le Ontologie consentono di interpretare correttamente le informazioni.

## Linked open data
I Linked open data (LOD) sono dati collegati che sono rilasciati con licenza Open e possono quindi essere riutilizzati.
DBpedia e Wikidata sono esempi di progetti di Open Linked Data
Nel 2010 Tim Berners-Lee ha definito lo schema a 5 stelle per i Linked Open Data:
| ★     | Disponibili sul web (in qualsiasi formato) rilasciato con licenza open,                                                 |
| ★★    | Disponibili come dati strutturati ed elaborabili in modo automatico (es. tabella Excel anziché immagine di una tabella) |
| ★★★   | come (2) ma con uso di formato dati non proprietario (es. CSV o XML)                                                    |
| ★★★★  | Tutte le proprietà precedenti, Uso di formati standard W3C (RDF e SPARQL) per identificare gli oggetti                  |
| ★★★★★ | Tutte le proprietà precedenti. Aggiunta di collegamenti ad altri set di dati                                            |

### Vantaggi dei Linked Open Data
Alcuni dei vantaggi dei Linked Open Data sono:
- Uso efficiente delle risorse: i Linked Open Data riducono la ridondanza permettendo il riuso.
- Qualità delle informazioni: i Linked Open Data promuovono l'uso di formati standard per i dati e i metadati e ciò rende i dati più controllati e affidabili.
- Valore aggiunto: Il collegamento tra dati, da maggiori possibilità all'utente di scoprire e riutilizzare informazioni.
- Correzione degli errori: I Linked Open Data consentono di individuare gli errori per la loro correzione.
- Trasparenza: I Linked Open Data sono uno strumento a disposizione dei cittadini per accedere ai dati delle istituzioni pubbliche e private.

## Progetto Linking Open Data
L'obiettivo del progetto Linking Open Data del W3C è di estendere il Web pubblicando diversi open dataset come RDF sul Web e impostando link RDF tra i dati da differenti risorse.
Nell'ottobre del 2007, i dataset contenevano più di due miliardi di triple RDF, collegate da più di due milioni di link RDF. Da maggio 2009 sono cresciuti a 4,2 miliardi di triple RDF, collegate da circa 142 milioni di link RDF.
I diagrammi cloud dei LODi offrono una panoramica dei set di dati collegati disponibili sul Web.

### Progetti dell'Unione Europea
Esistono numerosi progetti dell'Unione europea che coinvolgono i dati collegati. Questi includono il progetto Linked Open Data 24 ore su 24 (LATC), il progetto PlanetData, il progetto DaPaaS (Data-and-Platform-as-a-Service), e Linked Open Data 2 (LOD2). collegamento dei dati è uno degli obiettivi principali del portale Open Data dell'UE, che mette a disposizione migliaia di set di dati che chiunque può riutilizzare e collegare.

### Ontologie
Le ontologie sono descrizioni formali di strutture dati. Alcune delle ontologie più conosciute sono:
- FOAF - un'ontologia che descrive le persone, le loro proprietà e relazioni
- UMBEL - una struttura di riferimento leggera di 20.000 classi di concetti di soggetto e le loro relazioni derivate da OpenCyc, che può agire come classi vincolanti a dati esterni; ha anche collegamenti a 1,5 milioni di entità nominate da DBpedia e YAGO

### Set di dati
- DBpedia - un set di dati contenente dati estratti da Wikipedia; contiene circa 3,4 milioni di concetti descritti da 1 miliardo di triple, inclusi abstract in 11 lingue diverse
- GeoNames: fornisce descrizioni RDF di oltre 7.500.000 elementi geografici in tutto il mondo.
- Wikidata: un set di dati collegato creato in modo collaborativo che funge da archivio centrale per i dati strutturati dei suoi progetti gemelli della Wikimedia Foundation
- Global Research Identifier Database (GRID) - un database internazionale di 89.506 istituzioni impegnate nella ricerca accademica, con 14.401 relazioni, modella due tipi di relazioni: una relazione genitore-figlio che definisce un'associazione subordinata e una relazione correlata che descrive altre associazioni[16][17].

### Istanza del set di dati e relazioni tra classi
Sono disponibili diagrammi cliccabili che mostrano i singoli set di dati e le loro relazioni all'interno del cloud LOD generato da DBpedia.

## Galleria d'immagini

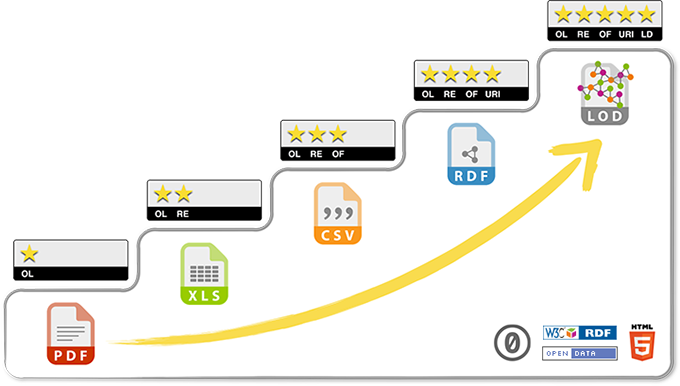
Schema di implementazione per Linked Open Data
Crescita in soli due anni e mezzo dal 2017 al 2020
Wikidata nel Linked Open Data Cloud. I Database indicati come cerchi (con wikidata indicato come "WD"), con linee grigie che collegano i database nella rete se i loro dati sono allineati.